# Gruppe (Teileinheit)

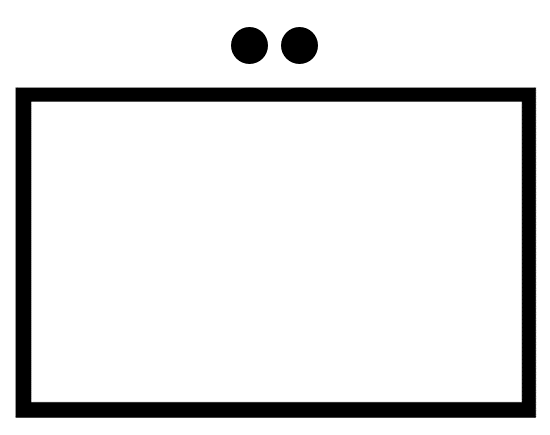
Taktisches Zeichen (Grundmuster)

Gruppe (kurz: Grp) ist die Bezeichnung für eine militärische Teileinheit im österreichischen Bundesheer, in der Schweizer Armee und in der deutschen Bundeswehr. Eine Gruppe besteht aus circa 4 bis 15 Soldaten und wird von einem Gruppenführer oder einer Gruppenführerin geleitet. In anglophonen Streitkräften spricht man bei Teileinheiten dieser Größe von einer Squad oder Section.

## Bundeswehr
Eine Teileinheit in Stärke einer Gruppe besteht in der militärischen Gliederung aus bis zu 15 Soldaten, die in der deutschen Bundeswehr in der Regel von einem Unteroffizier oder Feldwebel geführt wird, in Ausnahmefällen auch durch hohe Mannschaftsdienstgrade oder selten durch Oberfeldwebel oder  Hauptfeldwebel. Die einer Gruppe übergeordnete Teileinheit ist der Zug, die untergeordnete Trupp. Eine Gruppe besteht im Regelfall aus zwei Trupps (in diesem Fall auch Halbgruppe genannt), die vom Gruppenführer und dessen Stellvertreter als Truppführer geführt werden. Darüber hinaus können nach Funktion (z. B. MG-Trupp) oder Gefechtssituation ein  Spähtrupp gebildet werden. In der Praxis unterbleibt eine Einteilung einer Gruppe in Trupps jedoch.
In einer Infanteriegruppe sind alle leichten Infanteriewaffen mit Sturmgewehr, Maschinengewehr und Panzerfaust sowie, wenn vorhanden, auch ZF-Sturmgewehr für Zielfernrohrschützen zusammengefasst. Die Gruppe wird mit einem Gruppenfahrzeug, Zweitonner-LKW, Transportpanzer oder gepanzerten Transportfahrzeugen transportiert.
Ein Soldat dient als Kraftfahrer mit den weiteren Funktionen Melder und Sicherer Gruppenführer sowie Helfer im Sanitätsdienst, die Panzerfaustschützen als ABC-Abwehrsoldaten im Truppendienst, die MG-Schützen als Luftraumbeobachter und die Gewehrschützen als EOR. Geteilt werden kann die Gruppe in je einen Trupp mit den „schweren“ Infanteriewaffen (Maschinengewehr und Panzerfaust) und einen Sturmtrupp, aus den Soldaten, die mit Gewehren ausgerüstet sind. In der Panzergrenadiertruppe setzt sich die Panzergrenadiergruppe aus dem Schützenpanzer mit Besatzung und Kommandant sowie dem absitzenden Grenadiertrupp mit MG und Panzerfaust zusammen.
In der deutschen Marine spricht man nicht von einer Gruppe, sondern von einem Teilabschnitt.

## Bundesheer
Im Österreichischen Bundesheer besteht eine Jägergruppe, eine Gruppe von Infanteristen, aus einem Kommandanten mit dem Dienstgrad eines Wachtmeisters oder Oberwachtmeisters sowie dessen Stellvertreter, einem MG-Trupp und vier Schützen. In der k.u.k. Armee wurde die Gruppe als Schwarm bezeichnet.